# Andrés Ariaudo
Andrés Ariaudo, (Monte Buey, Argentina, 20 de marzo de 1989) es un futbolista argentino. Juega como volante y actualmente milita en el club San Luis de Quillota perteneciente a la Primera División B de Chile.

## Clubes
| Club                 | País      | Año   |
| -------------------- | --------- | ----- |
| Independiente        | Argentina | 2010  |
| San Luis de Quillota | Chile     | 2011- |